# Union des démocrates sociaux de Madagascar
 (juin 2024).
La mise en forme du texte ne suit pas les recommandations de Wikipédia : il faut le « wikifier ».
Les points d'amélioration suivants sont les cas les plus fréquents :
- Les titres sont pré-formatés par le logiciel. Ils ne sont ni en capitales, ni en gras.
- Le texte ne doit pas être écrit en capitales (les noms de famille non plus), ni en gras, ni en italique, ni en « petit »…
- Le gras n'est utilisé que pour surligner le titre de l'article dans l'introduction, une seule fois.
- L'italique est rarement utilisé : mots en langue étrangère, titres d'œuvres, noms de bateaux, etc.
- Les citations ne sont pas en italique mais en corps de texte normal. Elles sont entourées par des guillemets français : « et ».
- Les listes à puces sont à éviter, des paragraphes rédigés étant largement préférés. Les tableaux sont à réserver à la présentation de données structurées (résultats, etc.).
- Les appels de note de bas de page (petits chiffres en exposant, introduits par l'outil «  Source ») sont à placer entre la fin de phrase et le point final[comme ça].
- Les liens internes (vers d'autres articles de Wikipédia) sont à choisir avec parcimonie. Créez des liens vers des articles approfondissant le sujet. Les termes génériques sans rapport avec le sujet sont à éviter, ainsi que les répétitions de liens vers un même terme.
- Les liens externes sont à placer uniquement dans une section « Liens externes », à la fin de l'article. Ces liens sont à choisir avec parcimonie suivant les règles définies. Si un lien sert de source à l'article, son insertion dans le texte est à faire par les notes de bas de page.
- La présentation des références doit suivre les conventions bibliographiques. Il est recommandé d'utiliser les modèles {{Ouvrage}}, {{Chapitre}}, {{Article}}, {{Lien web}} et/ou {{Bibliographie}}. Le mode d'édition visuel peut mettre en forme automatiquement les références.
- Insérer une infobox (cadre d'informations à droite) n'est pas obligatoire pour parachever la mise en page.

Pour une aide détaillée, merci de consulter Aide:Wikification.
Si vous pensez que ces points ont été résolus, vous pouvez retirer ce bandeau et améliorer la mise en forme d'un autre article.
 (juin 2024).
Union des démocrates sociaux de Madagascar (UDSM) est une communauté démocrate malgache entre 1956 et 1960, créée en 1956 par l'aile droite du PADESM, Norbert Zafimahova,.

## Histoire
À l'origine des partisans côtiers souciant du retour de l'hégémonie merina ont créé le PADESM, mais en 1956 il s'est éclaté .Ainsi ses membres se sont divisés en deux, d'une part, l'aile gauche dirigé par le député Stanislas Rakotonirina s'est fait appelé Parti Social Democrate Malgache et Comorien, et d'autre part, l'aile droite du sénateur Norbert Zafimahova créé l'union des démocrates sociaux de Madagascara.
Comme dans d'autres colonies françaises, la population se trouve face à la théorie de la loi cadre élaborée par Gaston Deffere, qui se présente comme une session d'apprentissage avant la prise en main de ses propres affaires.
La base sociale de l'Union des démocrates sociaux de Madagascar s'élargit grâce au soutien de l'administration coloniale. il s'étend de la région Sud-Est et à Fianarantsoa.
Pour ses dirigeants, l'indépendance voulait dire : le retour à l'hégémonie merina et l’éviction des Français sur lesquels ils ont toujours compté pour asseoir leur propre influence et qu’ils ont toujours aidés. Le mouvement est soutenu par les socialistes au pouvoir en France en 1956 . Et grâce au soutien de l'administration, l'UDSM est sorti grand vainqueur des élections de 1956 et 1957.